# Tropico (album)
Tropico – album płytowy amerykańskiej wokalistki rockowej Pat Benatar, wydany pod koniec 1984 roku.
Album zdołał dotrzeć do 14. pozycji na liście Billboardu i zyskać status platynowego krążka. Tropico w chwili swojej premiery rozczarowało wielu fanów artystki. Główny zarzut kierowano pod adresem bardziej popowych niż zazwyczaj aranżacji utworów, co wyraźnie oddalało Benatar od nurtu muzyki rockowej. Pomimo tych zarzutów album spotkał się z raczej życzliwym przyjęciem ze strony światowej krytyki. Krążek promowany był dwoma singlami: We Belong (pierwsza w karierze Benatar ballada wydana na singlu), które dotarło do 3. pozycji na liście Billboardu oraz Ooh Ooh Song (które najwyżej dotarło do pozycji 36.).

## Lista utworów
1. Diamond Field
2. We Belong
3. Painted Desert
4. Temporary Heroes
5. Love in the Ice Age
6. Ooh Ooh Song
7. The Outlaw Blues
8. Suburban King
9. A Crazy World Like This
10. Takin’ It Back